# Zwanenburg (Capelle)
De Zwanenburg was een kasteel in de Nederlandse buurtschap Capelle, provincie Zeeland. Op de voormalige kasteellocatie staat een 20e-eeuwse boerderij.

## Geschiedenis
Mogelijk noemde de kroniekschrijver Melis Stoke het kasteel al in 1305, maar de eerste concrete aanwijzing voor een kasteel dateert pas uit 1342: in dat jaar wordt Hughe Willem Janszoon van Swanenburgh genoemd in de rekening van de rentmeester Beoosterschelde. De familienaam Van Swanenburgh zou dan wijzen op het bestaan van een versterkt huis met de naam Zwanenburg. Dit huis lag in de Vierbannenpolder en aangezien deze polder vóór eind 13e eeuw was bedijkt, stamt het kasteel wellicht al uit de 13e eeuw. Overigens zou ook Hughe de stichter van kasteel Zwanenburg kunnen zijn.
Hughe was lid van de familie Van Swanenburgh en waarschijnlijk verwant aan de familie Van Duiveland. Hij was ambachtsheer van de heerlijkheid Capelle, waarin het kasteel Zwanenburg stond. De laatste telg uit de familie was Kateline van Swanenburgh, en dankzij haar huwelijk met Bodijn van Borssele kwam het kasteel terecht bij de familie Van Borssele.
In 1457 trouwden Adriaan van Borssele en Anna van Bourgondië, een bastaarddochter van hertog Philips. Toen Anna in 1508 overleed, erfde haar neef Anton van Bourgondië het kasteel Zwanenburg.
Een vermelding uit 1505 geeft aan dat de Zwanenburg de vergaderlocatie was van de hoge vierschaar van Duiveland, samen met het huis in Nieuwerkerk.
In de jaren 1530-1532 werd het gebied geteisterd door overstromingen die vermoedelijk ook schade toebrachten aan de Zwanenburg.
In 1612 verkochten de nazaten van Anton van Bourgondië de heerlijkheid Capelle aan de stad Zierikzee, maar het kasteel was niet bij deze verkoop inbegrepen. Het kasteel ging naar Cornelis Bartelse Rollandt, burgemeester van Zierikzee. Toen hij in 1621 overleed, ging de Zwanenburg naar zijn twee zoons, die het echter verkochten. Het kasteel was toen al in ruïneuze staat.
In 1730/1731 werd de Zwanenburg nog genoemd in het veldboek van de Vierbannenpolder. Er was toen sprake van een boerderij met een vervallen kasteeltje.

### Sloop
Wanneer het kasteeltje is afgebroken, is niet duidelijk. Volgens de ene bron zou eigenaar Reynier de Rijke in 1744 de laatste resten van de Zwanenburg hebben afgebroken, terwijl een andere bron uit 1765 aangeeft dat De Rijke nog het vervallen kasteeltje bewoonde. Ook in 1807 zou er nog sprake zijn van een vervallen bouwwerk.
Naast het kasteel stond al in de 17e eeuw een hofstede. In 1850 werd deze hofstede onder de naam 'Het slot Zwanenburg' te koop aangeboden. Het woongedeelte zou tot aan de watersnoodramp van 1953 blijven bestaan.
In 1991 volgde archeologisch onderzoek, waarbij resten van de gracht en fundering zijn aangetroffen.

## Beschrijving
De Zwanenburg bestond uit een omgrachte hoofdburcht van 8 bij 9 meter groot met een vierkante en een ronde toren. Ten westen van het kasteel was een neerhof met woning.
In 1621 was er waarschijnlijk nog slechts een ruïne over van het kasteel. Op een kaart uit 1630 is deze ruïne zichtbaar, met aan de oostzijde een hofstede, bestaande uit enkele gebouwen. Ondanks dat het kasteel in 1744 tot aan de fundamenten zou zijn afgebroken, melden diverse contemporaine bronnen nog tot begin 19e eeuw dat er sprake was van een vervallen kasteeltje.
Van de boerderijgebouwen bleef het 17e-eeuwse woonhuis met zijn opkamer en grote kelder lange tijd behouden, totdat het tijdens de watersnood van 1953 zo ernstig werd beschadigd dat het moest worden afgebroken. In 1955 werd op deze plek een nieuwe boerderij gebouwd.

### Herkomst van de naam
Het woord 'sweene' betekent hetzelfde als kreek. Het kasteel was gebouwd in de Vierbannenpolder nabij een kreek met de naam Steene Swaane: het was dus een 'burg bij de Zwane'.

## Afbeeldingen

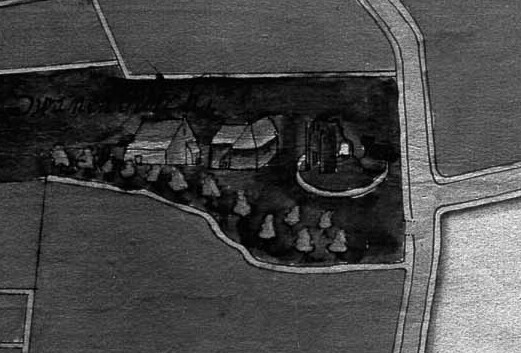
Kaart uit 1630, met rechts de kasteelruïne en links de hofstede. Het noorden is beneden.
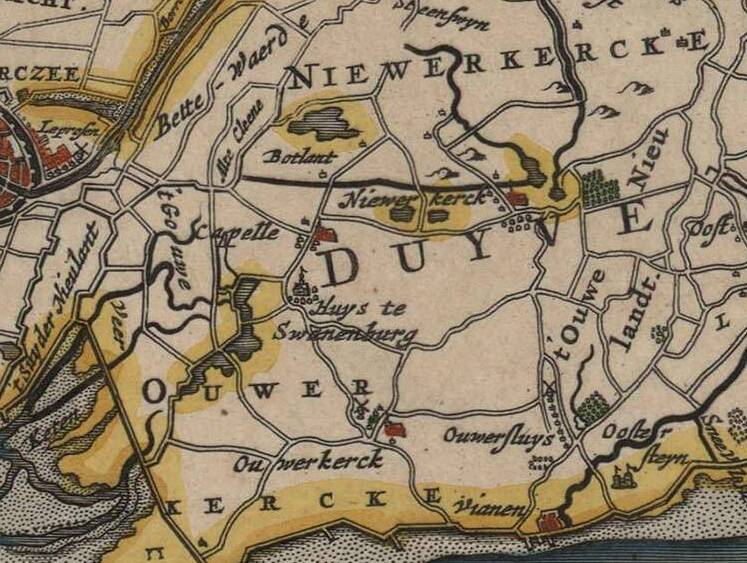
Capelle met het 'Huys te Swanenburg' in 1650.

Aldegonde · Kasteel van Axel · Baarland · Baarsdorp · Barbestein · Biervliet · Bieweg · Blodenburg · Huis der Boede · Brijdorpe · Bruëlis · 't Burchtje · Burggravensteen · Buttinge · Coxijde · Crayenstein · Duinbeek · Duivelsberg · Ellewoutsdijk · Filippenburg · Geersdijk · Gistellis · Gravenhof · Slot Haamstede · Kasteel Hellenburg · Herkestein · Heuvelsweg · Hoge Huis · Ter Hooge · Hoogkamer · Kats · Kind van Trente · Kleverskerke · Kortgene · Kreke · Kruiningen · Laterdale · Lodijke · Maalstede (Hulst) · Maalstede (Kapelle) · Magdalon · Hof Ter Moere · Moermond · Te Mortiere · Muiden · Hof ter Nisse (Nisse) · Hof ter Nisse (Ossenisse) · Oostende · Oostende (Goes) · Oosterstein · Poelvoorde · Poortvliet · Popkensburg · De Pottere · Poucques · Pronkenburg · Ravenstein · Saeftingher Slot · Kasteel van Sint-Maartensdijk · Schengen · Sluis · Smallegange · Stavenisse · Tolhuis van Iersekeroord · Huus ter Tolne · Torenberg · Torenhoeve · Toren van Bourgondië · Troye · Valkenisse · Vinninghen · Vlissingen · Voorhoute · Waarde · Watervliet · Weldamme · Welland · Huis te Werf · Te Werve · Westenschouwen · Westhove · Westkerke · Windenburg · Zandenburg · Zwanenburg